# Enrique Maciel
Enrique Maciel (13 de julio de 1897 - 24 de enero de 1962) fue un músico y compositor afroargentino, creador de valiosas canciones, entre las cuales se destaca el vals criollo “La pulpera de Santa Lucía”. Si bien la guitarra es el instrumento que lo identificó permanentemente en la memoria de los adeptos al tango, también se desempeñó como bandoneonista.

## Biografía
Hizo sus primeros estudios musicales en una escuela religiosa en Buenos Aires, y los continuó incluso después de su primera actuación en 1915. Su primer tango, “Presentación”, permanece inédito. 
Integró pequeños grupos musicales que actuaban en las casas de baile y recorriendo las provincias. Entre sus compañeros, recuerda con cariño al bandoneonista Ángel Danesi. 
En 1920, en Bragado, se conoció con el poeta Enrique P. Maroni y escribieron en colaboración  el tango “La tipa”, llevado a grabar tres años más tarde por Rosita Quiroga. Un año más tarde, se convirtió en guitarrista del sello RCA Victor, donde acompañó al dúo chileno Glos-Balmaceda. 
Allí conoció al «Indio» José María Aguilar, con quien realizó grabaciones en dúo de guitarra, y acompañó a los artistas de ese sello. El hecho de que Maciel también fuera intérprete de piano le valió la triplicación de los bajos salarios que se encontraba percibiendo en la grabadora. En el tango “Duelo” de los hermanos Osvaldo y Emilio Fresedo acompañó a Rosita Quiroga en armonio. 
En 1925, el pianista Carlos Vicente Geroni Flores lo presentó a Ignacio Corsini, quien inmediatamente después de escucharlo con la guitarra y el piano lo contrató. Actuó junto a Corsini hasta 1943. Sus compañeros fueron José Aguilar y Rosendo a la guitarra. En 1928, Aguilar deja el conjunto y se unió a Armando Pagés. En 1935 sus canciones se escucharon en el filme Bajo la santa Federación, dirigido por Daniel Tinayre. 
Posteriormente formó una orquesta típica con la que debutó en la radio. Poco a poco fue espaciando sus presentaciones y en la década de los 50 se retiró por jubilación. 
Murió en 1962.